# Refrainfrage
Eine Refrainfrage (auch Nachziehfrage oder Frageanhängsel) ist eine an einen Aussagesatz angehängte Frage. Mit dieser Frage möchte der Sprecher zum Beispiel den Angesprochenen dazu bringen, die Proposition zu bestätigen, oder er möchte sich des Einverständnisses des Empfängers versichern. Die Refrainfrage kann eine Suggestivfrage sein, die Aufmerksamkeit des Zuhörers einfordern oder einfach nur eine Höflichkeitsform sein.
Refrainfragen kommen in der gesprochenen Sprache öfter vor als in der Schriftsprache.

## Beispiele
- deutsch:
  - …, nicht wahr?
  - …, nicht?
  - …, oder?
  - …, ne?
  - …, woll? (sauerländisch)
  - …, gell? (bairisch, alemannisch)
  - ...., wa? (Berliner Mundart)
- englisch: Das Englische verwendet für tag questions eine verb phrase ellipsis mit einem passenden Hilfsverb, zumeist das des Hauptsatzes, ersatzweise do. Das Hilfsverb wird nach positivem Hauptsatz verneint. Wie in Fragesätzen üblich, folgt das Subjekt dem Hilfsverb. z. B. 
  - …, isn’t it?
  - …, doesn’t it?
  - …, shouldn’t it?
  - …, will you?
- indisches englisch: …, no?
- niederländisch: …, ja toch?, of niet?
- französisch: … n’est-ce pas?
- spanisch: …, ¿verdad?
- italienisch: …, vero, non è vero?
- irisch: Das  Irische verwendet eine elliptische Form, die neben der Fragepartikel nur aus dem Verb des Hauptsatzes besteht, meist ohne Subjekt (oder aber mit Subjektendung), z. B. 
  - …, an bhfaca? (wörtl. … sah?)
  - …, ar chuir(is)? (wörtl. … legte(st-du)?)
- ägypt.-arabisch: …, miš keda?
- japanisch: … ね。(ne).
- singhalesisch: …, nēda?
- polnisch: …, prawda?, nieprawdaż?, czy nie tak?, dobrze?, no nie?, nie?, tak?
- chinesisch: 
  - ..., 不是吗？
  - ..., 对吧？